# Gelbe Burg

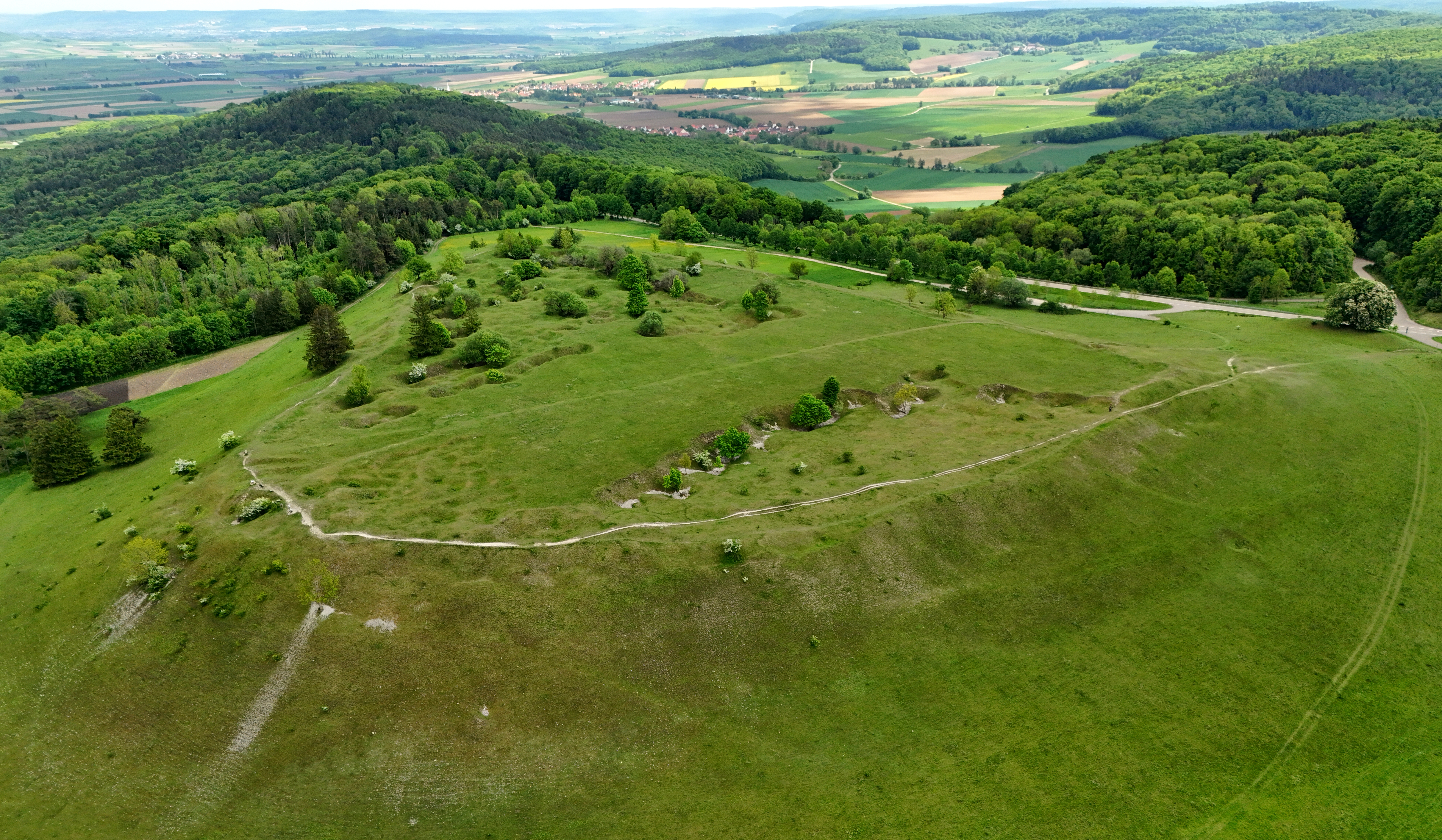
Luftbild aus Richtung Westen (2025)

Die Gelbe Burg, auch Gelbe Bürg genannt, ist eine abgegangene Höhenburg auf dem Gelben Berg bei 628,4 m ü. NHN nordöstlich des Marktes Heidenheim im mittelfränkischen Landkreis Weißenburg-Gunzenhausen in Bayern.

## Geografische Lage
Die als Gelbe Bürg bezeichneten Ringwallanlagen liegen auf dem Gelben Berg, einem aus dem Hahnenkamm nach Nordosten vorspringenden Bergsporn. Nach Westen, Norden, Nordosten und Süden fällt der Gelbe Berg steil ab, im Osten und Südwesten ist der Anstieg deutlich flacher, für eine Sicherung der gesamten Berghochfläche waren dies daher die kritischen Punkte. Auf dem unteren Plateau ruht, von den Plateaurändern durchschnittlich 100 m zurückversetzt die kräftig ansteigende Tafel aus Weißjurakalk. Das obere Plateau hat eine etwa dreieckige Grundform und misst 225 m von Nord nach Süd und 275 m von Ost nach West. Es erhebt sich etwa 25 m über das untere Plateau und ist an allen Seiten natürlich geschützt.
Seit der Gebietsreform 1978 befindet sich das Areal vollständig auf dem Gebiet der Gemeinde Dittenheim.

## Geschichte
Die Besiedelung des Bergs beginnt nachweisbar bereits im Neolithikum. Während der Völkerwanderungszeit befand sich auf dem Gelben Berg eine Völkerwanderungszeitliche Höhensiedlung. Von der Gründung der mittelalterlichen Burg und dem Verlauf ihrer Geschichte ist kaum etwas bekannt. Um 1180 war die Burg im Besitz der Bischöfe von Eichstätt, in einer Urkunde wird dem Eichstätter Ministeriale Chono de Woluesprunnen ein Amtssitz zugewiesen.

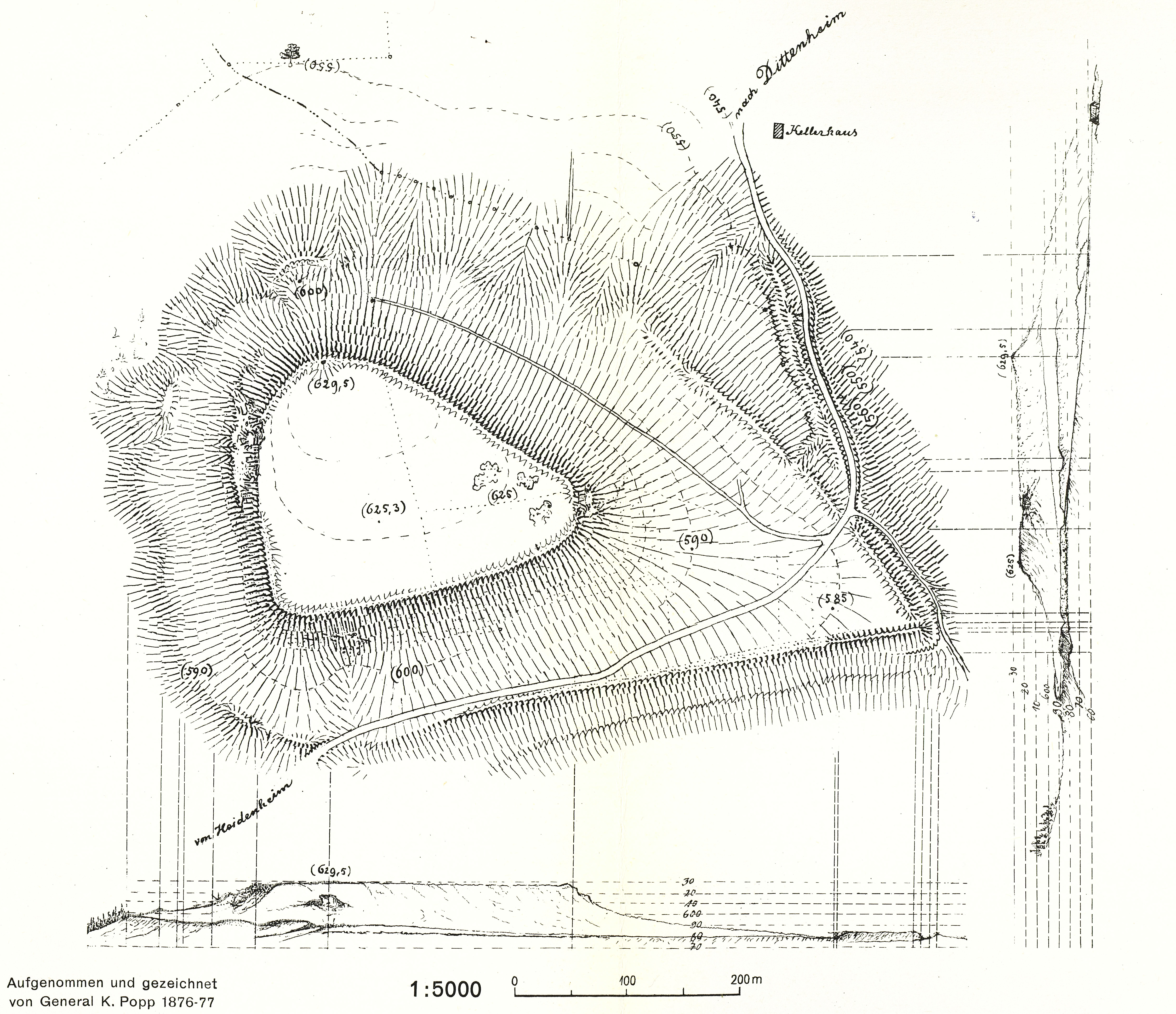
Zeichnung Ringwälle Gelbe Bürg (1877)

### Heute sichtbare Spuren
Oberes und unteres Plateau waren ursprünglich auf allen Seiten von Ringwällen umzogen. Ihr Erhaltungszustand ist heute jedoch sehr schlecht. Der südliche Randwall des unteren Plateaus wurde im Laufe der Zeit durch Straßenarbeiten und landwirtschaftliche Nutzung stark nivelliert. Am besten ist heute noch ein etwa 20 m langer Teil des unteren Ringwalls am Südwestende des unteren Plateaus zu erkennen. Von außen misst der Wall dort eine Höhe von 3,5 m, von innen sind es noch 1,6 m. Auf diesem Wallabschnitt stehen heute zwei markante Kastanienbäume.

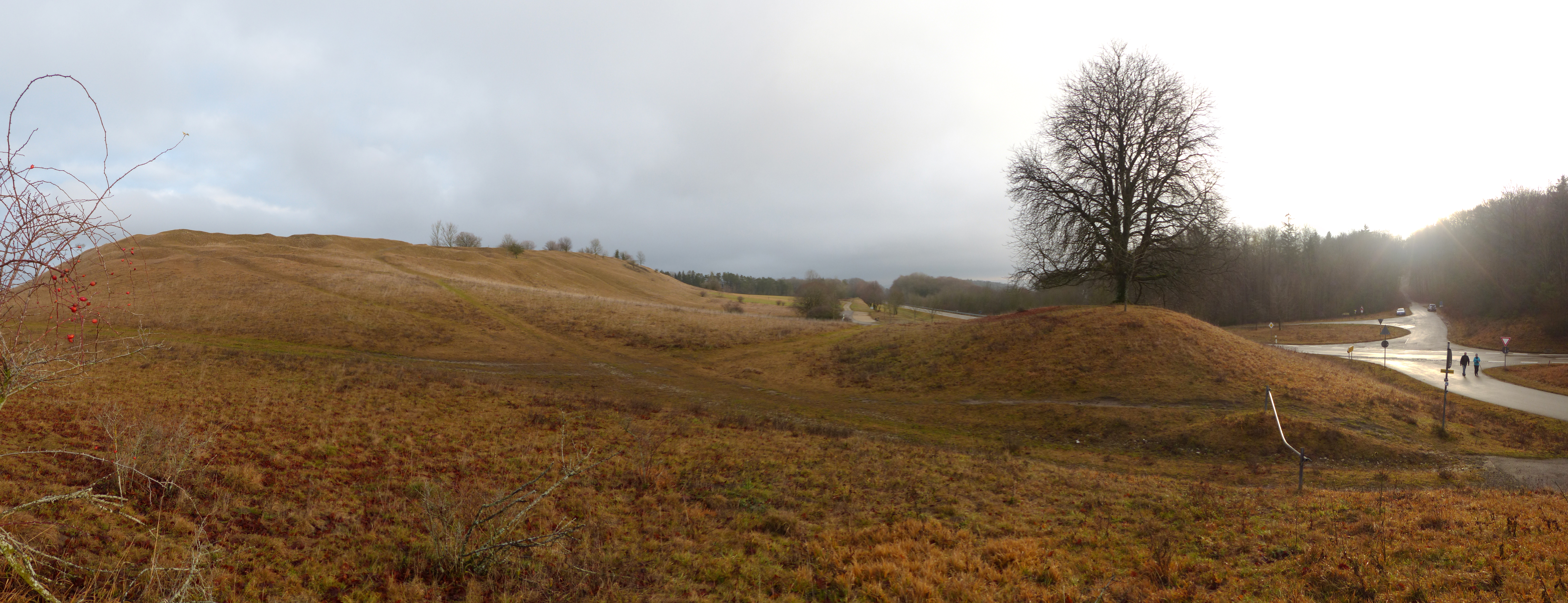
Panorama des unteren Plateaus. Die beide Kastanienbäume stehen auf den Resten des äußeren Ringwalls.(2019)

Der Randwall des oberen Plateaus fiel Ende des 19., Anfang des 20. Jahrhunderts der Kalksteingewinnung zum Opfer. Diese erfolgte zunächst an den Steilhängen, erfasste später aber auch großflächig den Innenraum. Am Südende der Westseite ist ein Randwall von 1 m innerer Höhe und 10 m bis 12 m Breite erhalten. Dieser Punkt gibt wohl einen guten Maßstab für das, was ursprünglich an Wall auf dem oberen Plateau vorhanden war, denn topographisch entspricht dieser Hang in seinen Böschungsverhältnissen vollständig allen anderen Teilen und verlangte daher keine besondere Sicherung.
Am Osthang des Berges zeigen sich noch deutliche Spuren einer schon lang verlassenen frühen hochmittelalterlichen Wehranlage vom Typ einer Ringwallanlage. Der Burgstall zeigt noch einen Halsgraben und verstürzte Mauerreste. 1448 ist dieser Burgstall in dem Lagerbuch des Klosters Heidenheim genannt.

### Archäologische Funde
Unter den bronzezeitlichen Funden sind Kerbschnittkeramiken und ein herzförmiger Anhänger. Funde aus der Urnenfelderzeit sind zahlreich vertreten, unter anderem durch das Bruchstück eines Feuerbocks. Aus der Hallstattzeit liegen Fibeln und bemalte Keramik vor. Ziegelreste und Eisengeräte der mittleren Kaiserzeit sind vermutlich römischen Ursprungs. An germanischen Funden vom späten 4. bis 6. Jahrhundert wurden Schnallen, Riemenbeschläge, Bronze- und Silberfibeln, Reste von Knochenkämmen und eine Silbernadel gefunden.
Die Funde stammen zum größten Teil aus Aufsammlungen im 19. Jahrhundert, so dass genaue Fundstellen und Fundumstände meist unbekannt sind. Infolgedessen bieten die Funde keine exakte Grundlage, um das Alter der Ringwallanlagen zu bestimmen.